# Río Alhama (afluente del Fardes)
El río Alhama es un río del sur de España perteneciente a la cuenca hidrográfica del Guadalquivir que discurre por la provincia de Granada, comunidad autónoma de Andalucía.

## Curso
El Alhama nace en la cara norte de Sierra Nevada, en el término municipal de Lugros, y atraviesa los términos municipales de Lugros, Polícar, Beas de Guadix, Marchal y Purullena a lo largo de un recorrido de 21,6 km. Desemboca en el río Fardes, el cual a su vez desemboca en el Guadiana Menor.
Aparece descrito en el primer volumen del Diccionario geográfico-estadístico-histórico de España y sus posesiones de Ultramar de Pascual Madoz con las siguientes palabras:

ALHAMA: r.: nace en lo mas elevado de Sierra-Nevada, en el sitio llamado el Camarate, jurisd. de Lugros, prov. de Granada, part. jud. de Guadix: recibe en su corriente por ambos lados varios arroyuelos; siendo el mas abundante el que por su izq. viene de los baños de Graena. Fertiliza por este lado y por medio de acequias, los térm. de Plicar, Beas de Guadix y Marchal, y por la der. los de Lugros y Purullena, y da movimiento á la fáb. ó ferr. de Lugros, propia del marqués de este título, y á varios molinos harineros. Su curso es perenne, aunque escaso su caudal: su cáuce llano y no esperimenta desbordaciones; no cria mas pesca que alguna trucha, y no tiene puentes, alcantarillas ni barcas, por vadearse con facilidad en todos tiempos. Sus márg. están cubiertas de castaños, perales, abundantes viñedos, alamedas, parrales, serbos y otros árboles frutales.
(Madoz, 1845, p. 580)

## Historia
Las riberas del Alhama fueron habitadas desde antiguo. Las tierras mejor dotadas para el cultivo fueron puestas en explotación a lo largo del  tiempo. No se tienen noticias anteriores pero se conoce que durante el dominio de los almorávides se plasmó por escrito en el año 1139  el primer repartimiento de las aguas del río, siendo después ratificado en el año 1141 con la firma del cadí de Guadix.

## Flora y fauna
La vegetación del Alhama está formada por algas y en los alrededores del río hay retamas, alpajiles, mimbres y álamos.
La fauna no es muy abundante aunque se puden encontrar distintos tipos de aves como los colorines y verderones y conejo.